# Hough and Chorlton
Hough and Chorlton är en civil parish i distriktet Cheshire East, i grevskapet Cheshire, i England. Civil parish är belägen 5 km från Crewe. Det inkluderar Chorlton, Gorstyhill och Hough. Civil parishen inrättades den 1 april 2023.